# Riego en Uruguay
El riego en Uruguay implica el uso de agua para irrigar y mantener el crecimiento de cultivos agrícolas y pasturas. Según el Censo General Agropecuario de 2011, se regaban 250.980 hectáreas, lo que representaba el 6,9 % de la superficie total ocupada por cultivos frutales, hortícolas, cerealeros, forrajeros y praderas.
Los cultivos que presentan el 100 % de su superficie regada son el arroz, la caña de azúcar y la huerta protegida. Otros cultivos con alta proporción de superficie regada son los frutales de hoja caduca (67,3 %), la huerta (54 %) y los cítricos (54 %).
Existen diversos sistemas de riego utilizados en Uruguay, como el riego por goteo, riego por aspersión, riego radicular y riego superficial de inundación. Cada uno de estos sistemas tiene ventajas y desventajas en términos de eficiencia, costo y adaptabilidad a diferentes cultivos.
Hay empresas especializadas en el desarrollo e implementación de sistemas de riego a gran escala, como Deltariego, que cuenta con más de 220 proyectos de riego en el país. También existen empresas como Equitec que ofrecen servicios de instalación y mantenimiento de sistemas de riego residenciales.
El riego es un factor clave para mejorar la productividad y rentabilidad de diversos cultivos en Uruguay, especialmente en un contexto de cambio climático y eventos climáticos extremos.